# Philip Corner
Philip Lionel Corner (New York, 10 aprile 1933) è un compositore, pianista, improvvisatore, teorico musicale, artista visivo e calligrafo statunitense. Oltre al pianoforte, suona diversi strumenti musicali, tra cui il trombone e il corno alpino.

## Biografia
Dopo aver studiato presso la High School of Music & Art di New York, Philip Corner ha conseguito il bachelor (1955) al City College di New York, dove il suo insegnante più importante fu Fritz Jahoda, e un master (1959) presso la Columbia University, dove i suoi insegnanti di composizione sono stati Otto Luening e Henry Cowell, i due anni intermedi (1955-1957) sono stati spesi a Parigi, al Conservatoire de Musique National, seguendo il corso di "Philosophie Musicale" di Olivier Messiaen. Ha ripreso i suoi studi di pianoforte con Dorothy Taubman, che avrebbe avuto un ruolo significativo nella produzione musicale. Ha insegnato Musica Moderna presso la New School for Social Research tra il 1967 e il 1970, ereditando la cattedra fondata da John Cage. La sua carriera di insegnante è iniziata nella scuola di New York City High ed è proseguita alla New Lincoln School, dove ha contribuito allo sviluppo del dipartimento di musica e ha introdotto corsi innovativi (1966-1972). Durante questo periodo ha sposato l'astrologa e medium, Julie Winter, che era anche un ministro della Church of Religious Science, alla quale anche lui è stato associato, componendo musica da cantare durante le sessioni di meditazione. Dal 1972-1992 ha continuato ad insegnare presso il Livingston College. È poi andato in pensionamento anticipato e si è trasferito a Reggio Emilia. Lì, una vecchia amica, la ballerina e coreografa Phoebe Neville, si è unita a lui ed è divenuta sua moglie e collaboratrice.
Philip Corner fu un fondatore di Fluxus, ed è stato compositore e musicista residente presso il Judson Dance Theatre nel biennio 1962-1964 e successivamente presso l'Experimental Intermedia Foundation dietro invito di Elaine Summers, per la cui compagnia di danza ha prestato servizio come musicista. Ha cofondato con Malcolm Goldstein e James Tenney il Tone Roads Chamber Ensemble nel 1963 (attivo fino al 1970), con Julie Winter "Sounds Out of Silent Spaces" nel 1972 (attivo fino al 1979) e, con Barbara Benary e Daniel Goode, il complesso "Gamelan Son of Lion" nel 1976 (ancora attivo).

## Opere
Corner si è interessato alla calligrafia durante il servizio militare in Corea nel 1960-1961 e ha studiato con Ki-sung Kim, innamorandosi della musica tradizionale coreana, in particolare della composizione Sujecheon, che egli descrive come "il pezzo più bello della musica nella storia del mondo. " Molte delle sue partiture sono di durata indeterminata, in quanto alcuni elementi sono specificati, ma altri rimangono parzialmente o interamente alla discrezione degli esecutori. Alcuni brani impiegano la notazione tradizionale, mentre altri sono scritti con metodi alternativi. La sua opera esplora spesso il suono non intenzionale, la musica aleatoria, la musica minimalista, e spesso si avvale di strumenti e di accordature non occidentali. L'improvvisazione è importante nella sua musica e alcune "proposte di performance" tendono a portare ad una sorta di semi-trance estatica. Il contatto con gli artisti di altri ambiti, in particolare quello della danza e delle arti visive, così come un interesse profondo per le religioni orientali e lo studio della musica dei compositori barocchi e pre-barocchi influenzano particolarmente la sua attività compositiva.
Egli divide la sua produzione in cinque periodi, ciascuno riflette un approccio diverso, riassumibile in una parola:
1. Cultura: anni '50
2. Mondo: anni '60 e '70
3. Mente: anni '70 e '80
4. Corpo: anni '80 e '90
5. Spirito e anima: dal 1999 a oggi.

### Attività non musicali
In aggiunta al suo lavoro come compositore e musicista, ha creato numerosi assemblaggi, calligrammi, collage, disegni e dipinti, molti dei quali sono stati esposti a livello internazionale. Ha anche scritto molta poesia, che, come una parte della sua musica, è a volte comparsa sotto lo pseudonimo coreano di Gwan Pok, che significa "Contemplazione di una Cascata".
Le opere sono regolarmente esposte in gallerie d'arte, principalmente in Europa, e sono in collezioni museali di rilievo. Nel 2007 ha partecipato con un lavoro a BAU (rivista).

## Discografia
- Philp Corner “Omnyphony Concentrate For A Multicultural Mix” (2019). Setola di Maiale SM3860 CD
- Philp Corner "Dedalus” (2019). Setola di Maiale SM3850 CD
- Philp Corner "In The Apartment House" (2017). Setola di Maiale SM3380 CD
- Philp Corner "Through Mysterious Exotic Barricades: Asian & African" (2016). Setola di Maiale SM3080 CD
- Philp Corner and Rahayu Supanggah "Together in New York" (2015). Setola di Maiale SM2760 CD
- "Gong(cymbal)/Ear in the desert". Innova 227 (2009).
- Philip Corner: Extreme Positions (2007). New World Records 80659-2 (2 CDs). The Barton Workshop (Direttore: James Fulkerson)
- 40 Years and One: Philip Corner Plays the Piano (2000). XI 125. Interpretato dal compositore, registrato nel 1998.
- More from the Judson Years, early 60s, Volume Two Alga Marghen 056CD (include: "Everything Max Has," "Big Trombone," "Homage to Revere," "Punkt," "Passionate Expanse of the Law" e "Expressions in Parallel").
- More from the Judson Years, early 60s, Volume One Alga Marghen 055CD (include: "Passionate Expanse of the Law," "Air Effect," "OM Emerging," "As Pure to Begin," "Music, reserved until now," e "Composition with or without Beverly").
- Gong + Alga Marghen 042CD (include: "Metal Meditations with Listening Center," "Gong!" e "Pulse Polyphony").
- Three Pieces for Gamelan Ensemble Alga Marghen 034CD (include: "Gamelan," The Barcelona Cathderal" and "Belum").
- On Tape from the Judson Days Alga Marghen 019CD (include "Lucinda's Pastime," Memories: Performances," "From Thaïs," "Oracle, a Cantata on Images of War," "Flares" e "Circus Tape").
- Word-Voices Alga Marghen 4 VOC SON 010 (include: "Vox," "Vocalise" e "Air Effect").
- Metal Meditations Alga Marghen (lp).

### Fonti
- (EN)  James Fulkerson, Philip Corner: Extreme Positions New World Records.